# Hippocampus subelongatus
Hippocampus subelongatus és una espècie de peix de la família dels singnàtids i de l'ordre dels singnatiformes.

## Morfologia
Els mascles poden assolir els 20 cm de longitud total.

## Distribució geogràfica
Es troba al sud-oest d'Austràlia.